# فريدريك باين واتس
فريدريك باين واتس (بالإنجليزية: Frederick Payne Watts) هو عالم نفس أمريكي، ولد في 1904، وتوفي في 2007.